# Centre de recherche sur le Panda géant de Chengdu

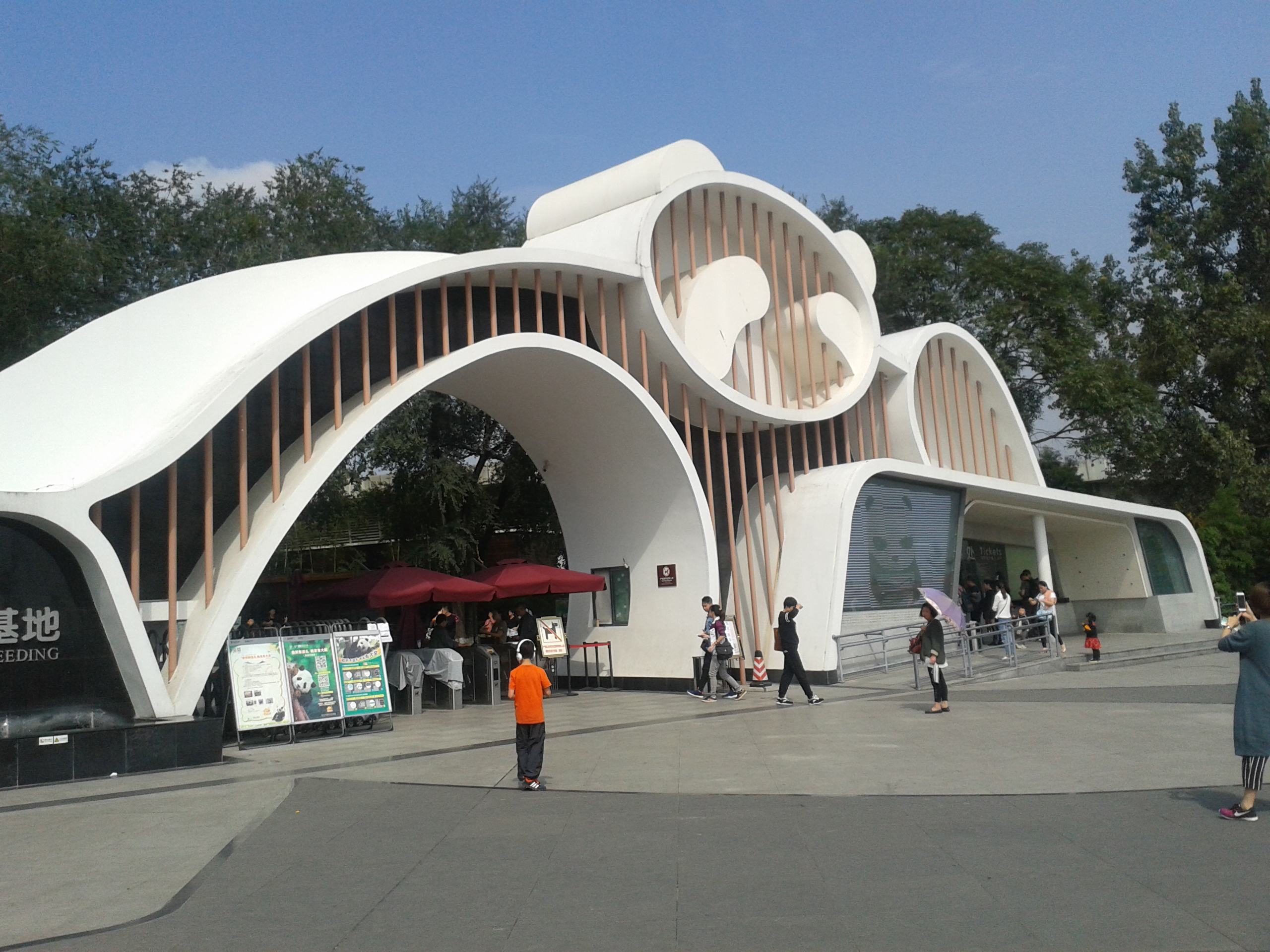
Entrée du Centre.

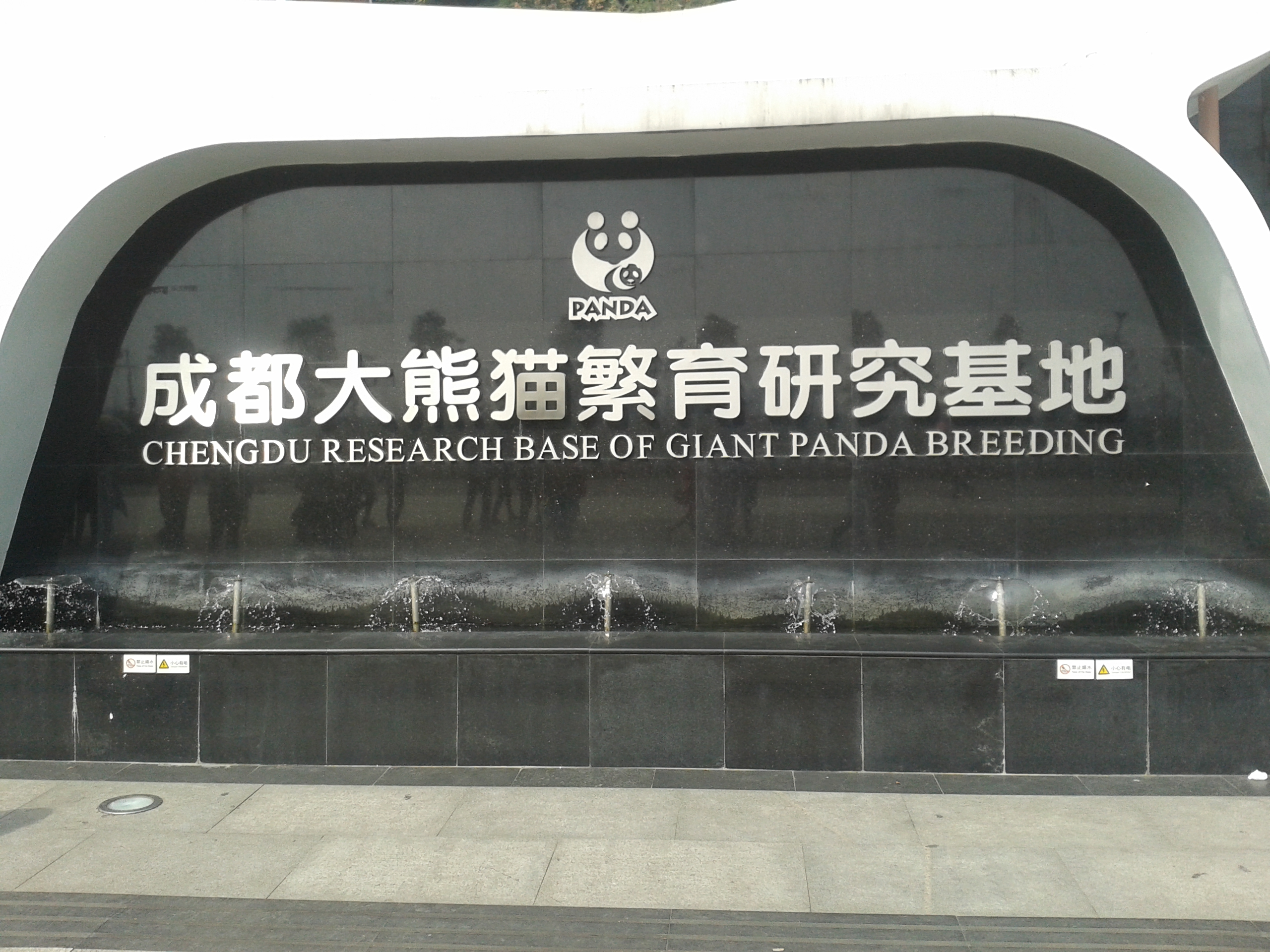

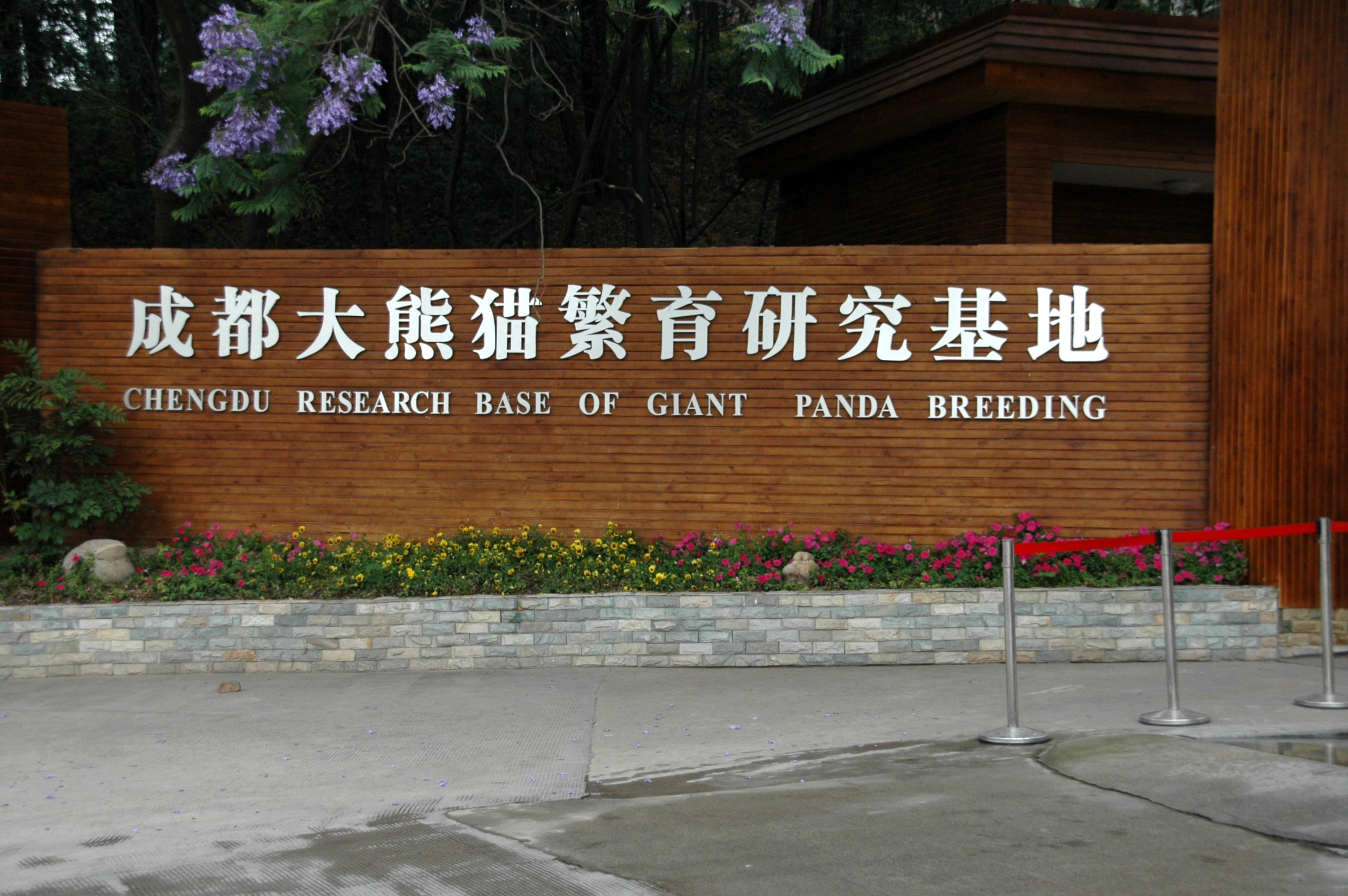
Centre de recherche sur le Panda géant de Chengdu.

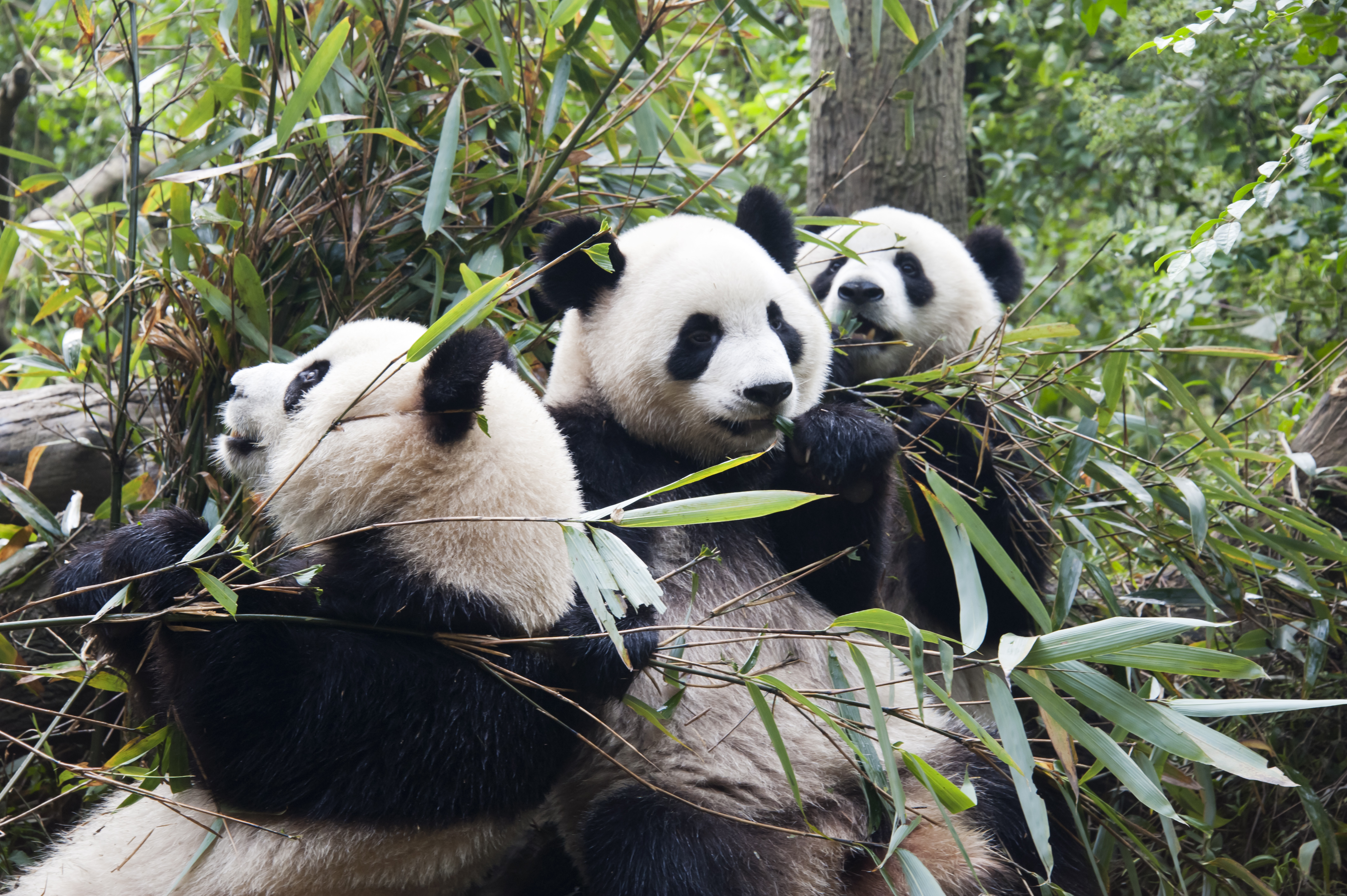
Pandas du centre.

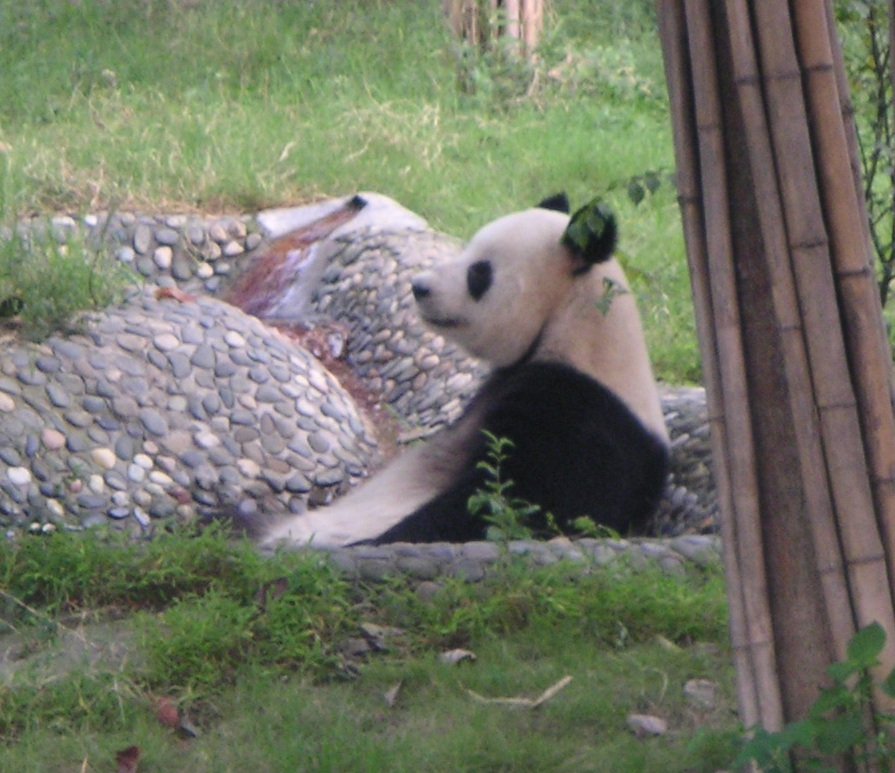
Un Panda au centre de Chengdu.

Le Centre de recherche sur le Panda géant de Chengdu est un organisme à but non lucratif consacré à l'étude et la reproduction en captivité du panda géant. Il est situé à Chengdu, dans la province du Sichuan, en Chine.
Le centre a été fondé en 1987. Il démarra avec six pandas. En 2008, 124 jeunes étaient nés au centre et la population en captivité s'élevait à 83 individus.

## Partenaires
Le centre de recherche sur le Panda géant de Chengdu est partenaire de nombreuses organisations liées à l'étude et la protection du panda géant :
- Adventure World de Shirahama, Wakayama (Japon)
- East Bay Zoological Society, Oakland, Californie (États-Unis)
- Université de Liverpool (Royaume-Uni)
- National Institutes of Health/National Cancer Institution (États-Unis)
- Parc zoologique national de Washington, Washington, D.C. (États-Unis)
- North of England Zoological Society, UK
- The Oakland China Wildlife Preservation Foundation, Californie (États-Unis)
- Zoo de San Diego, Californie (États-Unis)
- Université du Japon
- Zoo d’Édimbourg (Écosse)